# Lobsang Tenzin (ermite)
Pour les articles homonymes, voir Lobsang Tenzin (homonymie).
ermite
- -
Lobsang Tenzin aussi Lobzang Tenzin et Lobsang Tenzing (tibétain : བློ་བཟང་བསྟན་འཛིན, Wylie : blo bzang bstan 'dzin), né en 1931 à Phenpo au Tibet et mort le 31 octobre 1988  à Dharamsala en Inde, est un résistant, ancien prisonnier, yogi et ermite tibétain connu pour sa maîtrise du toumo.

## Biographie
Notable de son village et combattant de la liberté de la région de Pempo, Lobsang Tenzin est arrêté par les Chinois lors du soulèvement tibétain de 1959 et emprisonné.
Il apprit seul la pratique de toumo, dite de la chaleur interne, en méditant dans une grotte dans les hauteurs de Dharamsala, où la température est de 16 °C.
Il eut la vision d'une lumière intense, résultat de sa pratique, et découvrit une sensation de forte chaleur interne dont il put contrôler le mouvement, et devint insensible au froid.
Il poursuivit cette pratique durant un an, aboutissant à un état de félicité durable.
Au début des années 1980, à plus de 40 ans, le 14e dalaï-lama lui conseilla de faire du toumo sa pratique principale. Il va trouver le khyentsé-lama de Manali qui l'enseigne à des disciples en utilisant la technique du drap mouillé. D'un mètre sur 2, plongé dans l'eau froide et dégoulinant, les moines s'en couvrent le corps presque nu et méditent. Une vapeur apparaît en 3 à 5 minutes, et le drap est asséché en 45 minutes. Les moines répètent l'opération trois fois par nuit, parfois à une température inférieure à 0 °C.
Le Dr Herbert Benson de l'université Harvard a invité  pour l'examiner à Boston aux USA en 1985 accompagné d'un traducteur, Karma Guéleg.
Se demandant comment un résistant tibétain avait pu développer cette capacité, Victor Chan obtint une explication de Karma Guéleg. En prison, Lobsang Tenzin eut 2 prises de conscience. D'une part, il comprit que sa souffrance dans les geôles chinoises résultait d'un lien karmique du fait des atrocités qu'il leur avait infligées. D'autre part, il comprit que s'il réagissait par la haine et le désir de vengeance, il deviendrait fou. Ne pouvant contrôler les tortures, les souffrances physiques que lui infligeaient les Chinois, il adopta une attitude neutre, voire positive envers ses bourreaux, ce qui lui permit de dormir, son esprit lui offrant un refuge. Il sublima sa haine en pardonnant aux Chinois, développant même une réelle compassion à leur égard. Pour Karma Guéleg, le pardon qui l'aida à survivre en prison sans trop de dommage psychologique lui permit d'accélérer sa progression spirituelle.

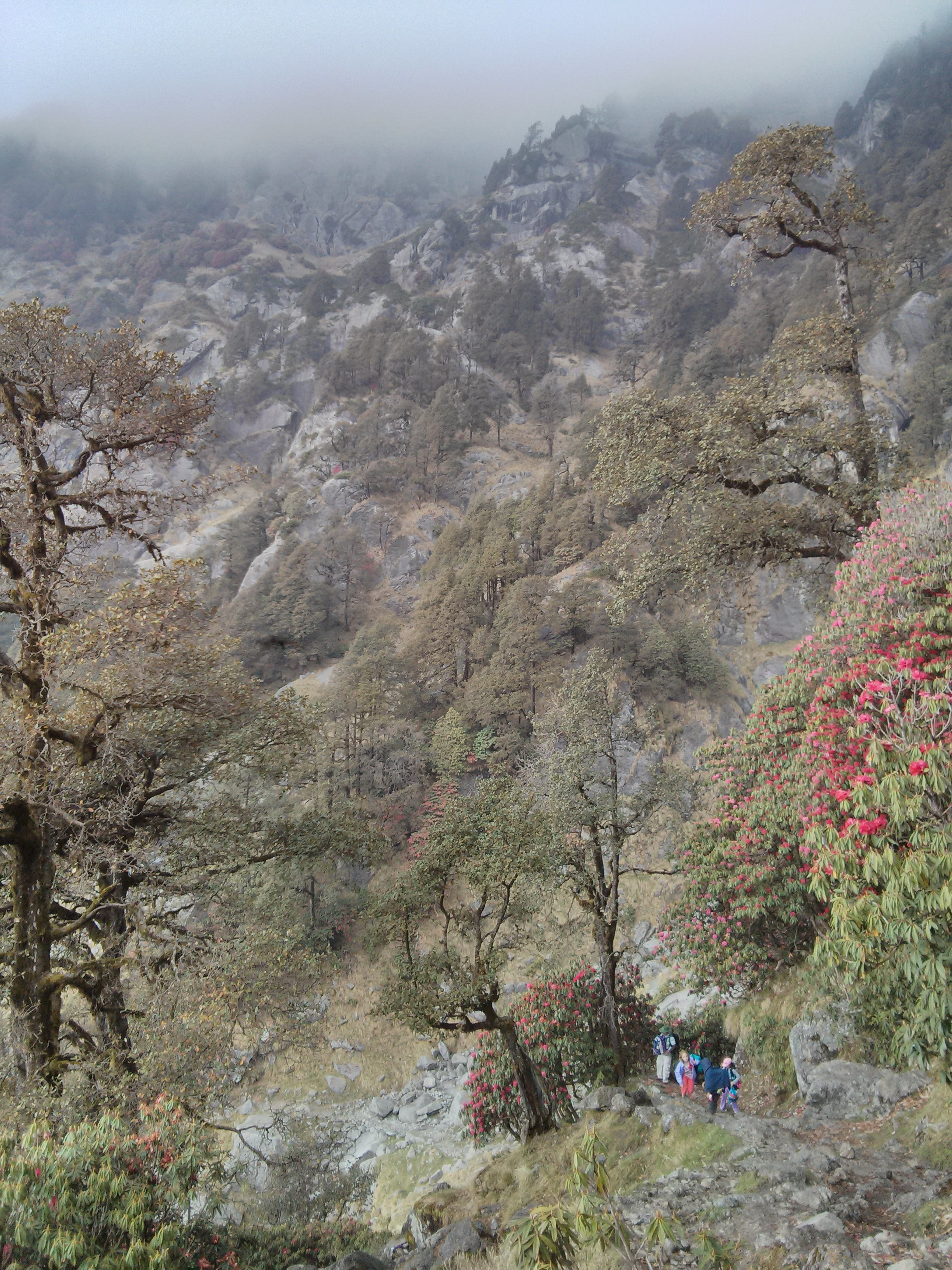
Route de Triund, au-dessus de Dharamsala.

Stephanie Faber a rendu visite aux ermites tibétains de la région de Triund et a consacré un chapitre à Lobsang Tenzin,.
Il a été écrit qu'il est mort à Dharamsala en Inde, trois ou quatre mois après son retour de Boston,.
Selon une autre source, il est mort le 31 octobre 1988 après une brève maladie. Il resta en état de méditation quelques jours après sa mort (thukdam),.

## Publication
- (en) Lobsang Tenzin, Biography of a Contemporary Yogi, Ven. Lobsang Tenzin. Cho Yang, Dharamsala, 3 (1990): 102-111[8].